# Andrews (Indiana)
Andrews é uma cidade  localizada no estado americano de Indiana, no Condado de Huntington.

## Demografia
Segundo o censo americano de 2000, a sua população era de 1290 habitantes. 
Em 2006, foi estimada uma população de 1274, um decréscimo de 16 (-1.2%).

## Geografia
De acordo com o United States Census Bureau tem uma área de 
1,3 km², dos quais 1,3 km² cobertos por terra e 0,0 km² cobertos por água. Andrews localiza-se a aproximadamente 247 m acima do nível do mar.

## Localidades na vizinhança
O diagrama seguinte representa as localidades num raio de 24 km ao redor de Andrews. 